# Uniform (scouting)
Binnen scouting verschillen uniformen vaak in kleine (en grotere) details.
De oorspronkelijke bedoeling van het uniform was het neutraliseren van klasseverschillen: doordat alle kinderen in een groep dezelfde kleding droegen was niet te zien tot welke sociale klasse het kind behoorde, waarmee bevorderd werd dat kinderen uit alle sociale milieus op een gelijkwaardige manier met elkaar om konden gaan.

## Belgisch scoutinguniform
Het uniform zoals dat bij Scoutinggroepen in België doorgaans gedragen wordt, is sterk afhankelijk van de federatie.

### VoorScouts en Gidsen Vlaanderen

#### Kapoenen
Geen specifiek voorgeschreven uniform. Vaak wordt enkel de groepsdas gedragen.

#### Basisuniform
- beige hemd
- groene trui
- groene lange broek, korte broek of rok
- riem
- das en dasring
- eventueel groene of beige kousen

Bij de welpen wordt vaak de voorkeur gegeven aan de trui, deze tak kan ook een groen petje met gele biesjes dragen. Oudere takken houden het meestal op het beige hemd. Het uniform wordt echter niet opgedragen vanuit het verbond, elke groep wordt vrijgelaten om een eigen keuze te maken.

#### Zeescouts
De Zeescouts heeft hierop blauwe varianten.

### voorFOS

#### Het basisuniform
- een marineblauw hemd
- blauwe lange of korte broek,rok
- groepsdas
- grijze kousen

### VoorLes Scouts
In tegenstelling tot andere federaties is er geen vaste regel met betrekking tot het dragen van een bepaald type broek, bermuda of rok.

#### Les baladins
- Blauwe trui
- Groepsdas

#### Les louveteaux
- Groene trui
- Groepsdas

#### Les éclaireurs
- Donkerblauw hemd
- Groepsdas

#### Les pionniers
- Rood hemd
- Groepsdas

### voorLes Scouts et Guides Pluralistes

#### basisuniform
- Grijs hemd
- Groepsdas

### voorGuides Catholiques de Belgique

#### Basisuniform
- Marineblauw hemd of pull
- Beige broek, short of rok
- Groepsdas

#### Polo's
Naast het basisuniform heeft elke tak een eigen kenmerkende polo.
- Lichtblauw (Les Nutons)
- Rood (Les lutins)
- Groen (Les Guides Aventures)
- Beige (Les Guides Horizons)
- Wit (La Route en Leiding)

### VoorEuropascouts en Gidsen
Het uniform bij de Europascouts en Gidsen is verschillend per tak en voor jongens en meisjes.

#### Bevers
- lichtblauwe polo
- donkerblauwe rok/short
- donkerblauwe halflange kousen

#### Welpen
- Baret(meisjes) - Blauwe pet met gele strepen (jongens)
- lichtblauw hemd met korte mouwen
- donkerblauwe rok(meisjes) - donkerblauwe ribfluwelen korte broek (jongens)
- witte / donkerblauwe kousen

#### Gidsen en Voortreksters
- donkerblauwe hoed met vier deuken
- lichtblauw hemd met lange opgerolde mouwen
- donkerblauwe rok
- witte / donkerblauwe kousen

#### Verkenners en Voortrekkers
- kaki hoed met vier deuken
- beige hemd met lange opgerolde mouwen
- donkerblauwe ribfluwelen korte broek
- witte / donkerblauwe kousen

## Nederlands scoutinguniform

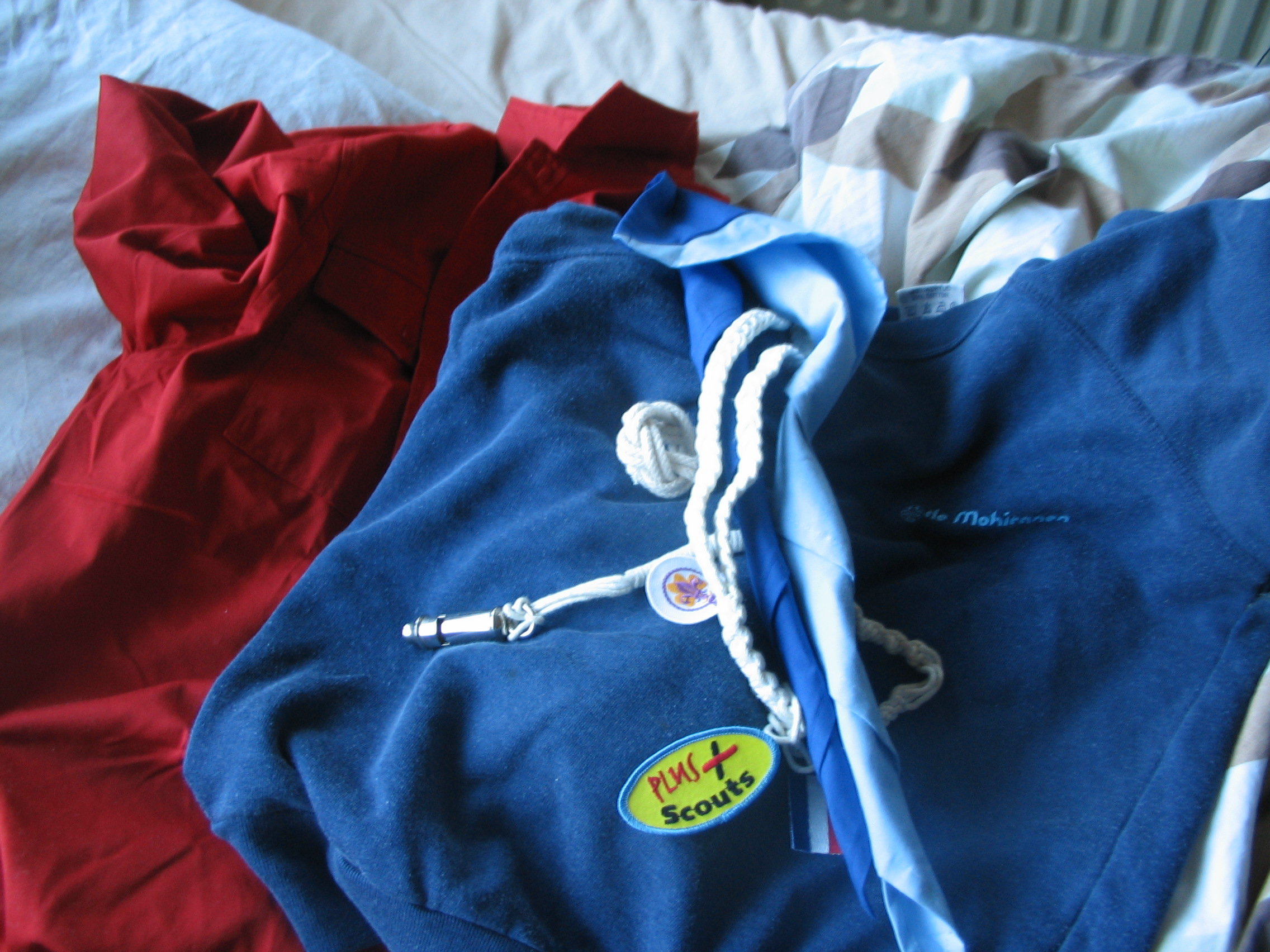
Het uniform

Het uniform heeft in 2010 enkele veranderingen ondergaan in verband met het 100-jarig bestaan van Scouting Nederland en de 'verjonging' van scouting. Het uniform wordt in vervolg 'Scout-fit' genoemd.

### Onderdelen van het uniform
Het uniform zoals dat bij Scoutinggroepen in Nederland doorgaans gedragen wordt, bestaat uit een blauwe broek, een blouse en een groepsdas die per groep van kleur of motief verschilt. In principe komt in iedere regio geen groepsdas twee keer voor. De scoutfit kan sinds de invoering ervan ook vervangen worden door officiële scoutingkledij, zoals een shirt.

### Verschillen per groep
Niet iedere Scoutinggroep hanteert het uniform: ook andere officiële scoutingkleding mag gedragen worden bij de opkomst. Een deel van de groepen keurt het gebruik van uniformen af.

### De kleuren van het uniform
De verschillende leeftijdsgroepen bij landscouts kennen verschillende kleuren uniform:
- Voor de Bevers: een felrode blouse
- Voor de Welpen: een groene blouse
- Voor de Scouts: Een beige blouse
- Voor de Explorers: een brique blouse
- Voor de Roverscouts: een brique blouse

De andere typen scouting kennen meestal één kleur:
- Waterscouts: een blauwe blouse
- Luchtscouts: een grijze blouse
- Paardenscouts: een zwarte blouse

### Opbouw van de onderdelen bij op de blouse
Op de blouse komen verschillende onderdelen voor. Officieel worden de volgende onderdelen toegestaan:
- Op de linkermouw worden vaardigheidsinsignes gedragen. Deze insignes tonen aan dat een scout bepaalde vaardigheden bezit.
- Op de linkerborstzak wordt het installatieteken van Scouting Nederland gedragen, mits de scout geïnstalleerd is.
- Boven de linker borstzak wordt één evenementeninsigne gedragen. Dit geeft aan dat een scout een bepaald evenement heeft bezocht.
- Op de rechtermouw worden de naambandjes en badges gedragen, die aangeven bij welke groep, afdeling en regio de scout hoort. Ze bestaan uit (in genoemde volgorde van boven naar beneden):
  - Een naambandje van de Scoutinggroep
  - Een naambandje van de Scoutingafdeling
  - Als dit bestaat: een insigne van de Scoutinggroep
  - Een insigne van de Scoutingregio
  - Een naambandje van de Scoutingregio
- Op de rechterborstzak wordt het insigne met het speltakteken gedragen: dit geeft de betreffende leeftijdsgroep van de scout aan.
- Boven de rechterborstzak dragen kaderleden kwalificatietekens, welke aantonen voor welke functie(s) deze gekwalificeerd is (zijn).
- Boven de rechterborstzak en boven de kwalificatietekens wordt de Nederlandse vlag gedragen door scouts die (in functie) naar het buitenland zijn geweest. Dit kan eventueel vergezeld gaan van een vlag van de provincie en/of van de Europese Unie.
- Door (van oorsprong) protestants christelijke scouting groepen wordt aan het uniform soms het Chi-groep-teken toegevoegd.[2]

Eventuele toevoegingen zijn mogelijk, bijvoorbeeld een messenkoord (rechts), fluitkoord (links of om de nek), jubileuminsignes, of andere bijzondere naambandjes of insignes. Daarnaast worden in de praktijk vaak andere insignes toegevoegd:
- Insignes van de diverse kampterreinen waar overnacht is
- Naambandjes van diverse scoutingactiviteiten waaraan deelgenomen is